# Fundació Europea per a la Millora de les Condicions de Vida i de Treball
La Fundació Europea per a la Millora de les Condicions de Vida i de Treball (en anglès: Eurofound) és una agència de la Unió Europea (UE) que vetlla per unes bones condicions de vida i treball en tota la Unió.

## Història
Aquesta agència fou creada el maig de 1975 pel Consell Europeu, sent ratificat posteriorment pel Parlament Europeu. Des dels seus orígens té la seu a la ciutat irlandesa de Dublín.

## Funcions
La Fundació se centra a proporcionar informació, assessorament i coneixements especialitzas, en condicions de vida i treball, les relacions laborals i la gestió del canvi a Europa, per als principals actors en l'àmbit de la política social de la UE sobre la base de la informació comparativa, la recerca i l'anàlisi.
Manté una sèrie d'operacions especialitzades de vigilància i mesurament de les condicions a Europa, en particular mitjançant: 
- L'Observatori Europeu de Relacions Laborals (EIRO)
- L'Observatori Europeu de Condicions de Treball (EWCO), que realitza enquestes periòdiques sobre les condicions de treball, la qualitat de vida
- L'Observatori Europeu del Canvi (EMCC)